# Neuenhof (Solingen)
Neuenhof ist eine aus einer Hofschaft hervorgegangene Ortslage in der bergischen Großstadt Solingen. Von dem Ort hat die Neuenhofer Straße ihren Namen, die als Teil der Bundesstraße 229 Höhscheid und Solingen-Mitte miteinander verbindet.

## Lage und Beschreibung
Der heute in der geschlossenen Bebauung aufgegangene Ort Neuenhof befindet sich im Westen des Stadtbezirks Burg/Höhscheid und markiert aufgrund seiner Lage an einem Abzweig der Bundesstraße 229 einen zentralen Punkt im Stadtteil Höhscheid. Die Bundesstraße verläuft über einen Höhenzug zwischen dem Pilghauser Bach im Norden und dem Höhscheider Bach im Süden. Am Neuenhof zweigen sowohl die als Kreisstraße 7 ausgewiesene Platzhofstraße ab wie auch die Bergerstraße, die nach Kohlsberg führt. Eine der Straßen an der Kreuzung trägt die an den einstigen Ort erinnernden Namen Neuenhof. Dort befindet sich auch der Peter-Höfer-Platz, der früher als Markt- und heute als Parkplatz genutzt wird. Auf dem Platz befindet sich das Höhscheider Kriegerdenkmal, weshalb der Platz auch am Denkmal genannt wird. Den Platz umgeben bis heute sowohl Wohn- als auch Geschäftshäuser.
Benachbarte Orte sind bzw. waren (von Nord nach West): Mittelpilghausen, Kirschheide, Lindenhof, Schallbruchsmühle, Platzhof, Weinsberg, Pereskotten, Bechershäuschen, Hingenberg, Obenhöhscheid, Bauermannskulle, Siepen und Untenpilghausen.

## Etymologie
Der Ortsname wurde möglicherweise im Gegensatz zum alten Höhscheider Hof gewählt, der der ältere von beiden Bauernhöfen ist.

## Geschichte

### Frühgeschichte bis 18. Jahrhundert
Der Ort kann bis in das 17. Jahrhundert zurückverfolgt werden, er wurde als Newenhoff erstmals urkundlich erwähnt.
In der Karte Topographia Ducatus Montani, Blatt Amt Solingen, von Erich Philipp Ploennies aus dem Jahr 1715 ist der Ort mit einer Hofstelle verzeichnet und als a. n. hof benannt. Er wurde in den Ortsregistern der Honschaft Höhscheid innerhalb des Amtes Solingen geführt. Durch den Ort wurde zwischen 1752 und 1754 der Neue Rheinweg ausgebaut, der die Handelsstadt Solingen mit dem Rheinhafen in Hitdorf verband. Bei Neuenhof zweigte die Straße in Richtung Brücke ab, heute verläuft hier die Bundesstraße 229, die Neuenhofer bzw. Neuenkamper Straße.
Die Topographische Aufnahme der Rheinlande von 1824 verzeichnet den Ort als Neuenhof, ebenso wie die Preußische Uraufnahme von 1844. In der Topographischen Karte des Regierungsbezirks Düsseldorf von 1871 ist der Ort ebenfalls als Neuenhof verzeichnet. Nach Gründung der Mairien und späteren Bürgermeistereien Anfang des 19. Jahrhunderts gehörte der Ort zur Bürgermeisterei Höhscheid, die 1856 zur Stadt erhoben wurde und lag dort in der nach ihm benannten Flur III. Neuenhof.

### Entwicklung zum Höhscheider „Stadtzentrum“

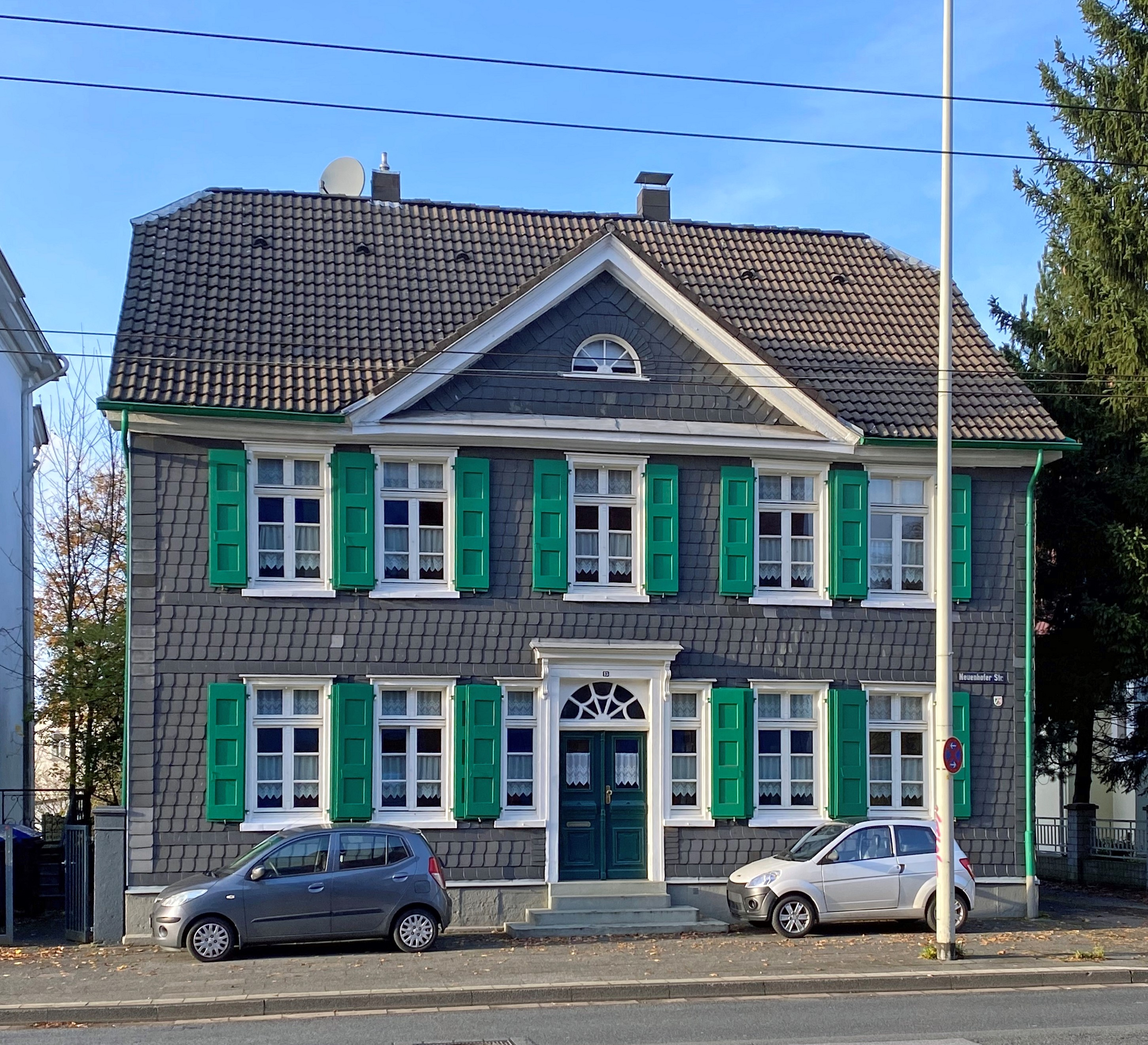
Ehem. Höhscheider Bürgermeisteramt (1875 – 1893), Neuenhofer Straße 13

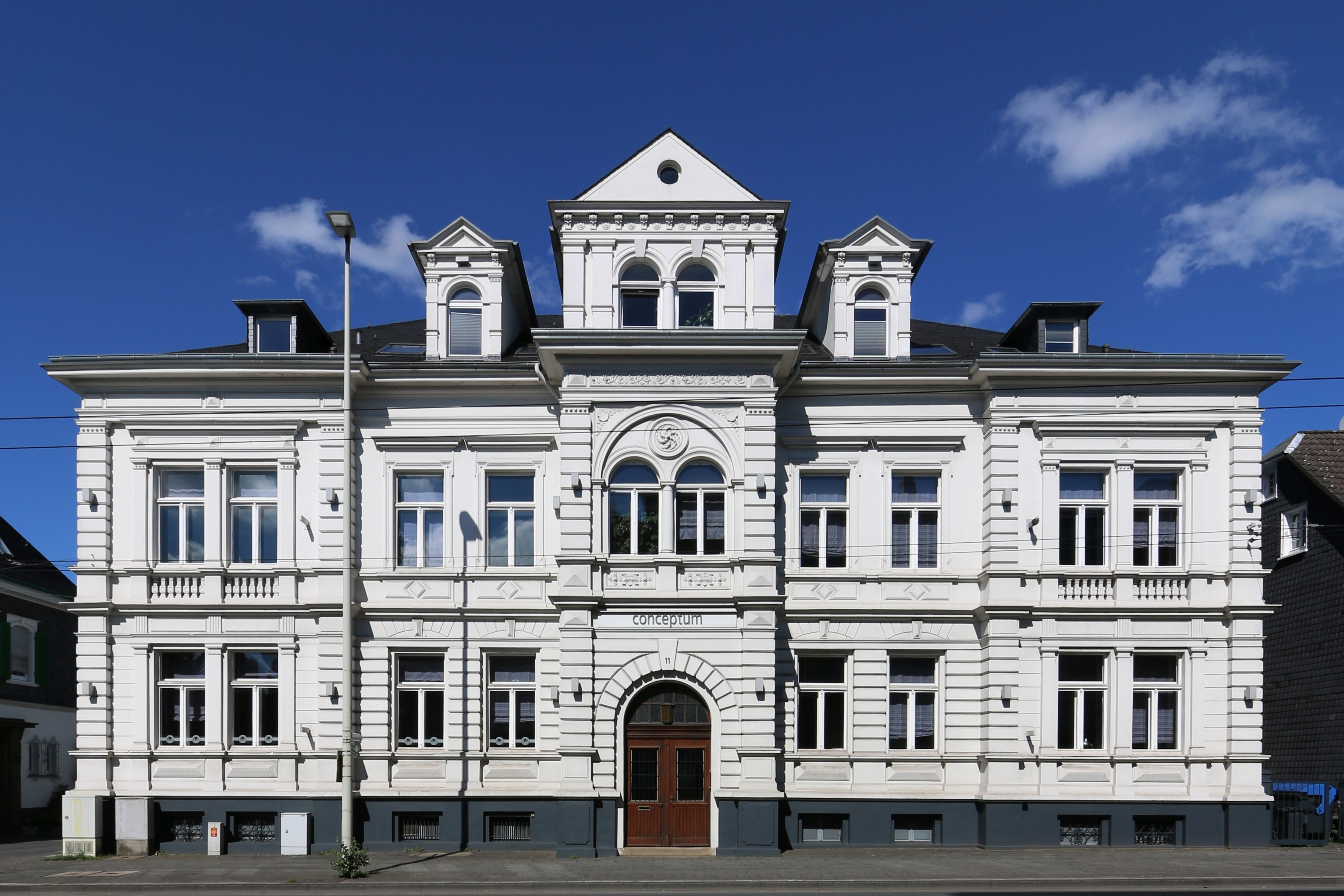
Ehem. Rathaus Höhscheid am Neuenhof von 1893

Der Bereich zwischen Neuenhof und Kirschheide entlang des Neuen Rheinwegs entwickelte sich im 19. Jahrhundert zu einem wichtigen Punkt innerhalb der Bürgermeisterei bzw. Stadt Höhscheid und sollte nach den Wünschen der Höhscheider Stadtverordneten zum Zentrum der Stadt werden. Dort waren bereits seit dem ausgehenden 18. Jahrhundert Fabrikantenvillen entstanden, wie z. B. Haus Kirschheide. Zwischen 1823 und 1849 war das Höhscheider Bürgermeisteramt im Everts’schen Nebenhaus am Neuenhof untergebracht (= Neuenhofer Straße 9), ab 1849 befand es sich im Haus Weiße Seite der Kirschheide (= Haus Kirschheide). Ab 1875 befand es sich im Schieferhaus mit der heutigen Adresse Neuenhofer Straße 13. Im Jahre 1892/1893 wurde ein erstes, eigens als Rathaus geplantes Gebäude, am Neuenhof errichtet, das heutige Gebäude Neuenhofer Straße 11.:3 Auch die Städtische Sparkasse Höhscheid und die Ortskrankenkasse siedelten sich am Neuenhof an.
Trotz der Bemühungen der Stadt Höhscheid, ein Stadtzentrum am Neuenhof bzw. dem dortigen Peter-Höfer-Platz zu etablieren, wuchs die Stadt am Grünewald mit der Nachbarstadt Solingen zusammen. Die Industrie profitierte von der Nähe zum dortigen Südbahnhof, der seit 1913 der Solinger Hauptbahnhof war. Dennoch entwickelte sich der Neuenhof zu einem geschlossen bebauten Bereich innerhalb der Stadt Höhscheid, die im Übrigen bis zu ihrer Vereinigung mit der Stadt Solingen nur weilerartig durch diverse Ortslagen und Hofschaften besiedelt war.:1ff.
Mit der Städtevereinigung zu Groß-Solingen im Jahre 1929 wurde Neuenhof ein Ortsteil Solingens.

### Seit der Städtevereinigung mit Solingen
Die am Neuenhof gelegene, frühere Marktstraße erhielt am 13. März 1934 in Anlehnung an die historische Hofbezeichnung den Namen Neuenhof.
Mangels Zerstörungen bei den Luftangriffen auf Solingen in den 1940er Jahren kam neben dem Grünewald dem Quartier am Neuenhof als Unterbringungsmöglichkeit für die Solinger Bevölkerung eine große Bedeutung zu. In der Nachkriegszeit wuchs der Bereich Neuenhof durch bauliche Verdichtung sowie einzelne Neubausiedlungen wie die Teppichsiedlung an der Regerstraße in den 1970er Jahren.
Mehrere der historischen Gebäude am Neuenhof wurden als Baudenkmäler in die Solinger Denkmalliste aufgenommen, darunter die Gebäude Neuenhofer Straße 2, 8, 9, 11, 13 und 15. Das bis zum Beginn der 2000er Jahre im ehemaligen Krankenhaus Ohligs untergebrachte, städtische Elisabeth-Roock-Altenheim zog in einen Neubau an der Wiener Straße am Neuenhof um.